# Cyrillus Kreek
Cyrillus Kreek (geb. Karl Ustav Kreek, Saanika (nu in de gemeente Haapsalu), 3 december 1889 – Haapsalu, 26 maart 1962) is een Estisch componist van voornamelijk werken voor koor, al dan niet met begeleiding.
Kreek werd geboren als negende kind binnen een lerarenfamilie. Zijn vader kreeg in 1896 werk op een Russisch-orthodoxe school op het eiland Vormsi, waardoor alle gezinsleden een andere voornaam moesten aannemen. Zo werd Karl Ustav Kirill, een naam die hij als kunstenaar zou verlatijnsen. Op Vormsi leerde Kreek zingen en harmonium spelen.
Kreek kreeg onderwijs in Haapsalu, waar het gezin zich in 1907 had gevestigd, en mocht naar het Conservatorium van Sint-Petersburg. Hij kreeg daar van 1908 tot 1911 tromboneles en van 1912 tot 1916 compositie van Vasili Kalafati, Jāzeps Vītols en Nikolaj Tsjerepnin. De Eerste Wereldoorlog onderbrak zijn opleiding: in 1917 moest hij dienst nemen in het Russische leger.
Kreek zou vanaf 1921 zijn hele leven in Haapsalu blijven wonen, nadat hij de winters van 1919/1920 en 1920/1921 als muziekleraar in respectievelijk Rakvere en Tartu had doorgebracht. In 1940/1941 en van 1944 tot 1950 was Kreek als docent muziektheorie verbonden aan het Conservatorium van Tallinn. 
De meeste van zijn werken zijn gebaseerd op of volksmuziek of op wereldlijke of geestelijke teksten. Tijdens zijn conservatoriumopleiding begon Kreek met het verzamelen van volksmuziek en volksliederen, wat hij zijn leven lang zou blijven doen. Hij verzamelde 6000 werken, niet alleen van de Esten zelf, maar ook die van de Zweedse minderheid.
In 1908 begon Kreek met componeren. Zijn werken zijn neoclassicistisch, zijn instrumentale werken lijken daarbij als koorwerken gecomponeerd door de verwerking van polyfonie in al zijn werken. 
Voor het huis waar Kreek van 1939 tot zijn dood in 1962 woonde en het grootste deel van zijn werk componeerde, staat een buste van de componist, vervaardigd door de beeldhouwster Aime Kuulbusch.

## Oeuvre selectief
- 1927 Requiem
- 1943 Musica Sacra

Toonzettingen van psalmen:
| Nummer | Titel (Ests)                       | Titel (Nederlands)               |
| ------ | ---------------------------------- | -------------------------------- |
| 1      | Õnnis on inimene                   | Gelukkig de mens                 |
| 22     | Mu Jumal! Mu Jumal!                | Mijn God! Mijn God!              |
| 84     | Kui armsad on su hooned.           | Hoe lieflijk zijn uw woningen    |
| 104    | Kiida, mu hing, Issandat!          | Loof de heer, mijn ziel!         |
| 121    | Päeval ei pea päikene sind vaevama | Overdag zal de zon u niet steken |
| 137    | Paabeli jõgede kaldail             | Aan de rivieren van Babel        |
| 141    | Issand, ma hüüan Su poole!         | Heer, ik roep tot U!             |

- Bibliothèque nationale de France: cb144641702 (data)
- CiNii: DA14227591
- Gemeinsame Normdatei: 119314797
- International Standard Name Identifier: 0000 0001 0800 5250
- Library of Congress Control Number: n83073002
- Nationale Bibliotheek van Letland: 000156480
- MusicBrainz: ec9b413b-3ada-434e-a442-972863909cf8
- Nationale Bibliotheek van Israël: 987007413510105171
- Istituto Centrale per il Catalogo Unico: VIAV160966
- LIBRIS: 271638
- Système universitaire de documentation: 097656771
- Virtual International Authority File: 56834136
- WorldCat: E39PBJf8v7rkPycQ8J6YjJVKVC